# Jonas Herlenius (riksdagman)
Jonas Herlenius (i riksdagen kallad Herlenius i Storfors), född den 7 februari 1821 i Väse socken, Värmlands län, död den 23 mars 1907 i Göteborg, var en svensk bruksägare och riksdagsman. Han var far till August och Emil Herlenius.
Herlenius var disponent vid Storfors bruk i Värmland. Han var ledamot av riksdagens första kammare 1867, invald i Värmlands läns valkrets.